# Paradosso dell'uovo e della gallina

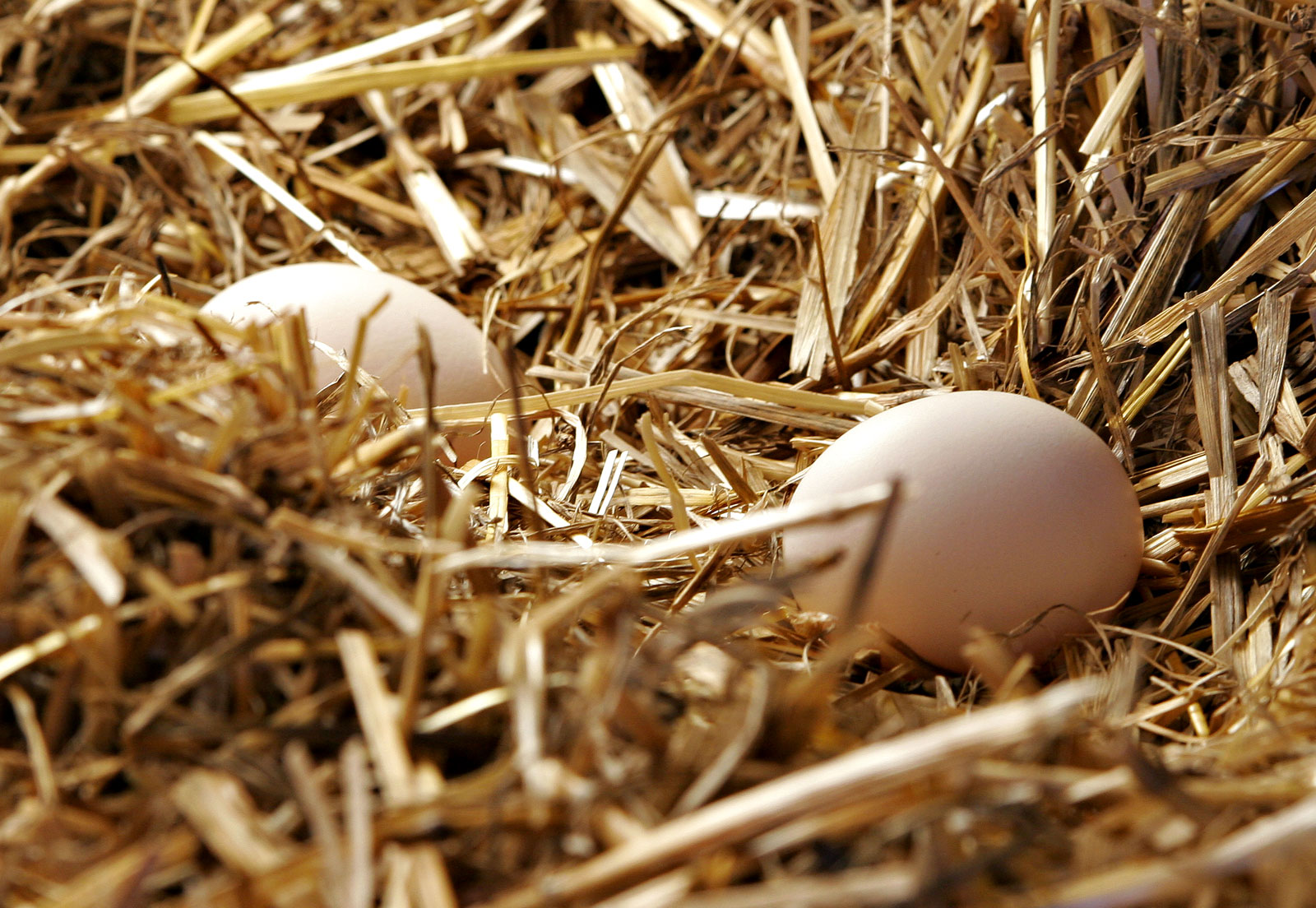
Uova di gallina

Il paradosso dell'uovo e della gallina può essere riassunto nella domanda retorica: «È nato prima l'uovo o la gallina?», che esemplifica le difficoltà insite nella formulazione di spiegazioni semplici a questioni inerenti alla cosmogonia e l'origine della vita. 
L'apparente illogicità del paradosso si basa sulla constatazione semplicistica che le galline depongono le uova: quindi l'uovo non può esistere senza la gallina che l'ha deposto. Dalle stesse uova nascono altre galline, non possono perciò esistere galline senza presupporre l'uovo. Ripetendo il ragionamento all'infinito, si giunge all'impossibilità di stabilire chi possa aver avuto origine per primo tra l'uovo e la gallina, poiché nessuno dei due soggetti può esistere in assenza dell'altro. A questa apparente illogicità la scienza ha da lungo tempo trovato una risposta ovvero che i primi ad essere esistiti sono stati i  batteri della preistoria,che poi si sono evoluti man mano fino a diventare il Tirannosauro Rex,oggi conosciuto come T-rex, da cui discende appunto la gallina.
Tale frase, più in generale, divenuta proverbiale ed entrata nell'immaginario collettivo, viene anche utilizzata, per estensione, come esempio di rompicapo logico o di ragionamento circolare. La frase viene inoltre utilizzata per enfatizzare l'inutilità o la futilità di un discorso o di una discussione, o in alternativa, l'incapacità di giungere a una conclusione concreta.

## Storia del paradosso
Il paradosso viene già citato dagli antichi filosofi greci quali Aristotele e Plutarco.
Ma il primo che lo formula nel modo in cui lo conosciamo oggi è Ambrogio Teodosio Macrobio nella sua opera Saturnalia in cui prova a darne una risposta motivata:
(Ambrogio Teodosio Macrobio, Saturnalia VII,16)
Per una maggiore completezza di informazioni riguardo alla problematica dell'origine della vita e della cosmologia, nonché della natura stessa del paradosso, affrontata dalla filosofia greca, occorre approfondire la conoscenza di Parmenide e dei paradossi di Zenone che corrispondono all'antecedente filosofico dei già citati Aristotele e Plutarco. Aristotele nello specifico, affrontando il problema con la pianta e il seme di risponde che sia per forza di cose la pianta (forma) ad antecedere il seme (sostanza); una gallina dovrà si nascere da un uovo, ma purché di gallina, nel senso che nell'atto di esistere l'uovo è per l'appunto in atto, ha già in sé una forma definita e non altre. La forma per esprimersi necessita di una sostanza, ma questa nell'esistere è in atto.

## Risposta scientifica al paradosso
Da un punto di vista strettamente scientifico, considerando che il quesito parla di "uovo" in senso generale, e non dell'uovo di gallina, la risposta alla domanda da cui scaturisce il paradosso è piuttosto semplice, e non può essere altro che "l'uovo". Per comprendere questa risposta, occorre considerare che, da un punto di vista evoluzionistico, gli uccelli (e dunque anche le galline) derivano da determinati ceppi di rettili, animali a sangue freddo dotati della capacità di deporre uova. Il diretto predecessore degli uccelli, perciò, deponeva già le uova, pur non essendo ancora, in senso stretto, un uccello né tanto meno una gallina.
Per ragioni evoluzionistiche non può avvenire un cambiamento di specie durante la vita di un individuo (“un particolare organismo non può cambiare specie durante il corso della sua vita”, ha sostenuto Roy A. Sorensen); ne consegue che la prima gallina sicuramente tale, nata dall'uccello (gallinaceo) che si è mutato in gallina, è nata da un uovo, il primo della sua specie, che viene quindi prima della gallina.

### Riformulazione moderna del paradosso
Una moderna versione del paradosso dell'uovo e della gallina può essere trovata in una questione che per diversi decenni ha occupato gli scienziati genetisti ed evoluzionisti: l'impossibilità di capire se, nei processi che hanno portato all'origine della vita come noi la conosciamo, sia comparso prima il DNA o prima le proteine. Il DNA è il depositario dell'informazione genetica degli esseri viventi, e queste informazioni (costituite da una sequenza di molecole dette basi) sono essenziali per la produzione di proteine, molecole responsabili della gran parte delle funzioni che sono alla base dei processi conosciuti come "vita". Perché possa avvenire la produzione di proteine a partire dal DNA, tuttavia, è necessaria la contemporanea presenza di altre proteine (dette enzimi) senza le quali tale processo, detto traduzione, non può avvenire. Inoltre, in condizioni normali, il DNA stesso degrada in fretta se non è legato a specifiche proteine, e la sua replicazione è di fatto impossibile. Per contro, la questione verte su come possano esistere le proteine se non sintetizzate in base alle informazioni codificate nel DNA. Questo paradosso ha impegnato gli scienziati per molti anni, e una possibile soluzione è giunta solo in tempi recenti, con la scoperta dei ribozimi, molecole di RNA capaci di immagazzinare informazione genetica al pari del DNA, ma dotate anche di capacità catalitiche proprie degli enzimi. Questa scoperta potrebbe aver risolto anche questo paradosso, aprendo inoltre la strada alla teoria del mondo a RNA – precedente al DNA e alla nascita stessa della vita – una teoria che, seppur convincente, è ancora allo studio da parte degli scienziati.

## Risposta creazionista al paradosso
Da un punto di vista creazionista ebraico-cristiano si può procedere ad un'esegesi letterale degli eventi descritti nella genesi biblica, comprendendo gli uccelli fra gli esseri creati "il quinto giorno".  Poiché la Bibbia non menziona le uova, ne deriverebbe una creazione degli uccelli in forma già adulta: da un punto di vista creazionista, quindi,  il paradosso ammette un'immediata soluzione, che prevede la "nascita" prioritaria della gallina rispetto all'uovo.